# سفارة المملكة المتحدة في إسبانيا
سفارة المملكة المتحدة في إسبانيا هي أرفع تمثيل دبلوماسي لدولة المملكة المتحدة لدى إسبانيا. تقع السفارة في مدريد وهي تهدف لتعزيز المصالح البريطانية في إسبانيا.

## وصلات خارجية
- الموقع الرسمي
- قائمة سفارات المملكة المتحدة
- قائمة السفارات في إسبانيا